# Brattbergstjärnarna (Anundsjö socken, Ångermanland, 705398-161690)
Brattbergstjärnarna är en sjö i Örnsköldsviks kommun i Ångermanland och ingår i Moälvens huvudavrinningsområde.